# Atriumseptumdefect

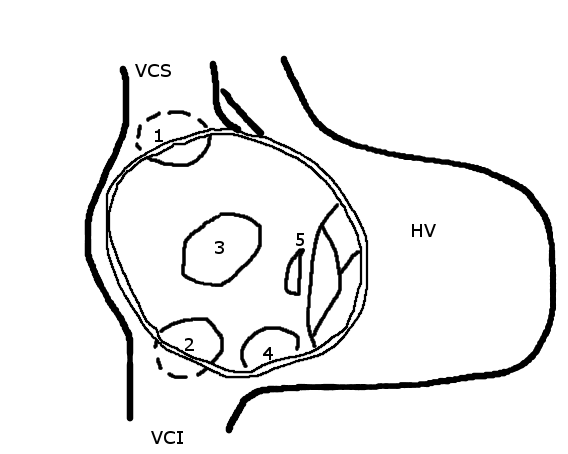
Schematische tekening die de verschillende types ASD aangeeft. We kijken in een geopende rechterboezem. HV: rechterkamer; VCS: bovenste holle ader; VCI: onderste holle ader. Er zijn verschillende typen ASD's, de cijfers geven de locatie van de verschillende typen defecten in het plaatje weer. Zie tekst voor verdere uitleg. 1: hoge sinus venosus 2: lage sinus venosus 3: ostium secundum 4: sinus coronarius 5: ostium primum

Een atriumseptumdefect (ASD) is een hartafwijking, waarbij in de scheidingswand tussen de twee boezems van het hart een gaatje zit.

## Wat is een ASD?
Een ASD is een gaatje in de scheidingswand tussen de linker- en de rechterhartboezem. Hierdoor stroomt zuurstofrijk bloed, dat normaal het lichaam in wordt gepompt, terug in het hart. Het hart moet dan harder werken om genoeg zuurstof naar het lichaam te kunnen vervoeren. Daardoor ontstaat volume-overbelasting van de rechterhartboezem, de rechterhartkamer en de longvaten. 

Er zijn een viertal verschillende typen ASD's:
1. het ostium secundum defect. Dit is het meest voorkomende type septumdefect dat doorgaans vrij centraal in het atriumseptum gelokaliseerd is, ter plaatse van de fossa ovalis. Dat is de plaats waar zich voor de geboorte het foramen ovale bevindt.
2. het ostium primum defect. Dit type ASD komt doorgaans voor in het kader van een atrioventriculair septumdefect.
3. het sinus venosus defect. Het sinus venosus defect bevindt zich bij de overgang van het boezemseptum naar de vena cava superior óf de vena cava inferior.
4. het sinus coronarius defect. Dit defect kenmerkt zich door een, vaak gefenestreerde, opening in het dak van de sinus coronarius. De sinus coronarius is de centrale, bloed-afvoerende ader van het hart. Deze ader verloopt via de atrioventriculaire groeve (dit is de groeve tussen de hartboezems en de hartkamers) en mondt uit in de rechterboezem. Als het dak van de sinus coronarius lekt, stroomt bloed via de linkerboezem door de sinus coronarius naar de rechterboezem en dus ontstaat ook hierbij een links-rechtsshunt.

## Gevolgen
De voornaamste gevolgen zijn hartklachten en een licht vergrote kans op longontstekingen. Doordat het bloed van de linkerboezem naar de rechterboezem lekt is er een hoger aanbod van bloed, en dus een volume-overbelasting, van de rechterhartboezem, de rechterhartkamer en van het longvaatbed. De ernst van de klachten hangt af van de grootte van het defect, oftewel van de ernst van de links-rechtsshunt.
Een ernstig ASD kan al op jonge leeftijd tot problemen leiden zoals rechterkamerfalen en pulmonale hypertensie. Daarnaast kunnen door diezelfde volume-overbelasting ritmestoornissen ontstaan, zoals boezemfibrilleren en boezemflutters. De minder ernstige lekkages worden vaak pas op middelbare leeftijd ontdekt. Dit komt omdat op die leeftijd door de toenemende stijfheid van de linkerkamer de drukken in de linkerboezem toenemen en daardoor de links-rechtsshunt verergert. Klassiek presenteert men zich op wat oudere leeftijd met de bovenvermelde boezemritmestoornissen of met een verminderd inspanningsvermogen. De longontstekingen ontstaan doordat de longen door de grotere bloeddoorvoer vochtiger zijn dan normaal, waardoor een betere omgeving voor bacteriën ontstaat.
Duikers met deze afwijking (men spreekt over een PFO of Patent Foramen Ovale) hebben een hogere kans op duikongevallen en decompressie-ongevallen.

## Diagnose en behandeling
Een ASD geeft vaak niet direct symptomen. Doordat de longslagader meer bloed te verwerken krijgt dan normaal, kan het bloed hier gaan "ruisen" wat met een stethoscoop hoorbaar kan zijn. Op latere leeftijd kunnen zoals gezegd kortademigheid en verminderd inspanningsvermogen optreden.
Het ASD is operatief te verhelpen. Vaak gebeurt dit op vier- tot zesjarige leeftijd. Vroeger gebeurde dit altijd met een openhartoperatie, tegenwoordig kan vaak ook een "parapluutje" gezet worden met een lieskatheter, een operatie die lijkt op een dotterbehandeling. Als deze laatste operatie voorspoedig verloopt, kan de patiënt vaak nog de dag na de ingreep naar huis.
Na de operatie zijn nog wel regelmatige controles nodig. De kinderen herstellen over het algemeen snel na een operatie en kunnen binnen een paar dagen alweer naar de peuterspeelzaal of naar school. De eerste controle vindt plaats na een paar weken en daarna met snel uitbreidende tussenpozen. Daarbij wordt erop gelet of de grootte van de rechterkamer normaal wordt. Verder worden er steeds ecg’s gemaakt om het hartritme te controleren en wordt met een echo gekeken of er inderdaad geen bloed meer van de linkerboezem naar de rechterboezem vloeit.